# Aptoide
Aptoide es una plataforma o almacén para aplicaciones móviles portuguesa, de los sistemas operativos de Android e iOS.
En 2014, el software en la plataforma Aptoide acumulaba 90 millones de descargas, era utilizado por unos 250 millones de usuarios y estaba disponible en múltiples idiomas, incluyendo más de 1 millón de aplicaciones para Android.
Aptoide es el tercer repositorio o almacén con más apps para Android después de Play Store.

## Denominación, funcionamiento y sede de Aptoide
El nombre Aptoide está formado de las palabras "APT" (el administrador del paquete de Debian) y "oide" (la última sílaba de "Android"). Aptoide, a diferencia del repositorio preinstalado por Google (GMS) Play Store para Android, no es un almacén único y centralizado, ya que cada usuario administra su propia selección y almacén. El paquete de software es publicado por Aptoide S.A., una empresa con fines de lucro constituida en noviembre de 2011 y con sede en Lisboa, Portugal.

### Aptoide - código abierto
La aplicación de Android para acceder a los repositorios y 'tiendas' es código abierto, esto viene a decir que el software puede ser modificado por el usuario. Existen bifurcaciones, como por ejemplo F-Droid La comunicación entre el cliente y los servidores funciona utilizando un protocolo abierto basado en XML. El concepto está inspirado en el gestor de paquetes, APT, el cual puede trabajar con múltiples fuentes (repositorios). Cuando un usuario quiere un software, utiliza el cliente para buscar fuentes donde se almacena la aplicación. La comunicación entre el cliente y los servidores se realiza mediante un protocolo abierto basado en XML.

### Versiones de Aptoide
Existen varias versiones de la familia Aptoide orientadas a diferentes usos y plataformas: 
- Aptoide para teléfonos inteligentes y tabletas,
- Aptoide TV, una edición para televisores inteligentes y decodificadores de televisión (STBs),
- Aptoide Lite, una versión más rápida y de menor tamaño que la versión original de Aptoide.
- Aptoide VR, destinada al mercado de apps de realidad virtual (Aptoide VR)

## Historia
Aptoide empezó como una propuesta de Paulo Trezentos en el Campamento de Verano Caixa Mágica de 2009. La propuesta fue aceptada y más tarde llegaría a ser lo que hoy es Aptoide. La primera etapa de desarrollo fue más tarde desarrollada en el marco del encuentro SAPO Summerbits.
La idea detrás de Aptoide viene de distintas fuentes. Por un lado, la búsqueda en instaladores de Linux en el Proyecto europeo Mancoosi, otra idea fue la de Paulo Trezentos y su proyecto doctoral, además del proyecto de teléfono A5 Portugal Telecom, proyecto donde el equipo participó.
Al final de 2010 fue lanzado en el Bazar de Android. Este le proporcionó la posibilidad para los usuarios de crear su propia tienda. En agosto de 2012, las marcas de Aptoide y de Android Bazar se fusionaron para ofrecer una comunicación mejor.
En noviembre de 2011, Aptoide se incorporó al continente europeo.
En mayo de 2015, Aptoide anunció que empezaría sus operaciones en Asia, abriendo una oficina en Singapur.
En 2019 se planteó la posibilidad de que Aptoide fuera la plataforma de Servicios de Huawei para móviles. Aptoide trabaja con OPPO.

## Funcionamiento e instalación de Aptoide

### Cliente de Android
El cliente de Aptoide permite a uno buscar, explorar e instalar aplicaciones en el teléfono. Aptoide se encuentra disponible en múltiples idiomas.
Para instalar Aptoide, el usuario tiene que descargar el APK (archivo instalable) del sitio oficial u otra fuente fiable de Internet. La instalación no está disponible a través de Google Play Store debido a que no cumple la cláusula del acuerdo de Distribución de Desarrolladores de Google Play (punto 4.5). Esta es la misma razón por la que Amazon Appstore tiene bloqueada su aplicación para ser descargada a través de Google Play Store. La instalación de Aptoide requiere tener activada la instalación de "fuentes desconocidas" en los ajustes de Android.
Tras su instalación, el usuario puede añadir tiendas (repositorios). Además de la tienda predeterminada (Aplicaciones), están disponibles muchas tiendas diferentes. Cuando una tienda ha sido añadida utilizando el URL de la tienda, Aptoide recaba la lista de las aplicaciones y lo almacena localmente. El usuario entonces, puede explorar en las aplicaciones o buscar en Internet para descubrir otras tiendas.
En junio de 2011, salió a la luz Aptoide Uploader como una aplicación "hermana" del mismo equipo de desarrollo. Aptoide Uploader es una aplicación de Android que permite a los usuarios subir apps a su tienda de Aptoide.
Aptoide Uploader utiliza el disponible Aptoide Webservices para subir la aplicación. El archivo APK recibido, se almacena en la tienda del usuario donde puede gestionar dicha aplicación.
Para el usuario que quiere realizar una copia de seguridad de sus aplicaciones a una tienda privada, es aconsejable de utilizar Aptoide Apps Backup, que mantiene un registro de las aplicaciones que están en la nube. Todas las aplicaciones en tiendas están dirigidas utilizando un panel en la web de Aptoide.[cita requerida]
Aptoide Apps Backup utiliza servicios web para cargar el APK a la tienda. Para comprobar que las aplicaciones ya se han subido, Aptoide Copia de seguridad de Aplicaciones utiliza el info.xml XML archivo disponible en la tienda.[cita requerida]

#### Interfaces
La comunicación entre las aplicaciones de cliente del Androide y la tienda se realizan utilizando un archivo de XML llamado "info.xml". Este archivo lista las aplicaciones en la tienda al igual que la información básica sobre cada aplicación disponible. "Info.xml" es abierto y una definición detallada se encuentra disponible en la web de Aptoide. "Extra.xml" contiene información adicional sobre las aplicaciones como una descripción completa. El archivo "stats.xml" Contiene las descargas y los me gusta de las aplicaciones disponibles.

## Versiones de Aptoide
| Aptoide Versión | Fecha                    | Registró usuarios | # Tiendas | Aplicaciones diferentes | Descargas acumulables |
| --------------- | ------------------------ | ----------------- | --------- | ----------------------- | --------------------- |
| 9.13.3.1        | Mayo de 2020             | 250.000.000       | NA        | 1.000.000               | 2 B                   |
| 8               | Octubre de 2016          | NA                | NA        | NA                      | 2 B                   |
| 6.5.2           | Julio de 2015            | 100,000,000       | 140,000   | 330,000                 | 1580 M                |
| 6.3.0           | Abril de 2015            | 136,000           | 311,000   | 1424 M                  |                       |
| 6.2.3           | 126,000                  | 275,000           | 1276 M    |                         |                       |
| 5.0.0           | 20 de marzo de 2014      |                   |           |                         |                       |
| 4.1.3           | 22 de julio de 2013      | 1,300,000         | 350,000   | 120,000                 | 380 M                 |
| 4.0.0           | 4 de diciembre de 2012   | 500,000           | 170,000   | 50,000                  | 150 M                 |
| 2.7.1           | 2 de agosto de 2012      | 200,000           | 88,000    | 65,000                  | 60 M                  |
| 2.7             | 19 de junio de 2012      | 107,000           | 62,000    | 43,000                  | 44 M                  |
| 2.6.2           | Abril de 2012            | 82,000            | 51,000    | 34,000                  | 32 M                  |
| 2.6.1           | 2 de marzo de 2012       | 57,000            | 36,000    | 19,000                  | 22.9 M                |
| 2.6             | 20 de enero de 2012      | 42,000            | 27,100    | 16,000                  | 17.4 M                |
| 2.5.4           | 22 de diciembre de 2011  | 34,000            | 22,200    | 13,400                  | 14 M                  |
| 2.5.3           | 2 de noviembre de 2011   | 21,000            | 13,300    | 9,400                   | 9.1 M                 |
| 2.5.2           | 22 de septiembre de 2011 | 14,800            | 10,300    | 7,700                   | 6.8 M                 |
| 2.5.1           | 22 de junio de 2011      | 6,800             | 3,500     | 4,000                   | 2.1 M                 |
| 2.5             | 3 de junio de 2011       | 5,300             | 1,200     | 3,100                   | 2 M                   |
| 2.4.1           | Mayo de 2011             | 3,700             | 1,600     | 2,000                   | 1.5 Mgd               |